# Eupithecia lividata
Eupithecia lividata är en fjärilsart som beskrevs av Franz Dannehl 1927. Eupithecia lividata ingår i släktet Eupithecia och familjen mätare. Inga underarter finns listade i Catalogue of Life.